# Руські Геївці
Руські Геївці — село в Україні, в Ужгородському районі Закарпатської області, орган місцевого самоврядування — Великогеєвецька сільська рада. Населення становить 110 осіб (станом на 2017 рік). Село розташоване на півдні Ужгородського району, за 10,2 кілометра від районного центру.

## Географія
Село Руські Геївці лежить за 10,2 км на південь від районного центру, фізична відстань до Києва — 618,0 км. Село розташоване у найнижчій точці Закарпатської низовини, на висоті 101 метр над рівнем моря.

## Історія
Перша згадка у XVI ст.[джерело?]

## Політика

### Парламентські вибори, 2019
На позачергових парламентських виборах 2019 року у селі функціонувала окрема виборча дільниця № 210578, розташована у приміщенні клубу.
Результати
- зареєстровано 90 виборців, явка 52,22%, найбільше голосів віддано за «Слугу народу» — 58,70%, за Всеукраїнське об'єднання «Батьківщина» — 19,57%, за «Європейську Солідарність» — 8,70%.[7] В одномандатному окрузі найбільше голосів отримав Андрій Андріїв (самовисування) — 34,78%, за Роберта Горвата (самовисування) — 19,57%, за Олександра Пекаря (Слуга народу) — 13,04%[8].

## Населення
Станом на 1989 рік у селі проживало 106 осіб, серед них — 53 чоловіки і 53 жінки.
За даними перепису населення 2001 року у селі проживало 126 осіб. Рідною мовою назвали:
| Мова       | Кількість осіб | Відсоток |
| ---------- | -------------- | -------- |
| українська | 122            | 96,83%   |
| угорська   | 4              | 3,17%    |

## Туристичні місця
- На околиці знаходиться ставок з піщаним пляжем
- річкові канали для рибалки